# Ivan Božičević (politik)
Ivan Božičević - Beli, hrvaški politik, * 23. avgust 1909 - †  1999, Zagreb.

## Življenjepis
Leta 1934 je vstopil v KPJ in leta 1941 v NOVJ, ko je opravljal več partijskih funkcij, po vojni pa je imel pomembne politične funkcije, med drugim je bil član CK ZKJ (1952-69), podpredsednik Centralnega sveta Zveze sindikatov Jugoslavije, generalni sekretar ZZB NOV Jugoslavije, zvezni poslanec in predsednik zbora proizvajalcev v zvezni skupščini, sodnik Ustavnega sodišča Jugoslavije in član Sveta federacije. Poleg partizanske spomenice je dobil tudi red junaka socialističnega dela.